# 第84回ニューヨーク映画批評家協会賞
84th NYFCC Awards

2018年11月29日
作品賞: 

ROMA/ローマ
第84回ニューヨーク映画批評家協会賞は2018年の映画を対象とした賞で、2018年11月29日に受賞者が発表された。

## 受賞
- 作品賞：
  - 『ROMA/ローマ』

- 監督賞：
  - アルフォンソ・キュアロン - 『ROMA/ローマ』

- 主演男優賞 
  - イーサン・ホーク - 『魂のゆくえ』

- 主演女優賞：
  - レジーナ・ホール - 『サポート・ザ・ガールズ』

- 助演男優賞：
  - リチャード・E・グラント - 『ある女流作家の罪と罰』

- 助演女優賞：
  - レジーナ・キング - 『ビール・ストリートの恋人たち』

- 脚本賞：
  - ポール・シュレイダー - 『魂のゆくえ』

- 撮影賞：
  - アルフォンソ・キュアロン - 『ROMA/ローマ』

- アニメ映画賞：
  - 『スパイダーマン:スパイダーバース』

- 外国語映画賞：
  - 『COLD WAR あの歌、2つの心』（ ポーランド）

- ノンフィクション映画賞：
  - 『行き止まりの世界に生まれて』

- 第一回作品賞：
  - ボー・バーナム - 『エイス・グレード 世界でいちばんクールな私へ』

- 特別賞：
  - 『Pioneers: First Women Filmmakers』
  - デヴィッド・シュワルツ